# Droux
Droux ist eine französische Gemeinde mit 361 Einwohnern (Stand 1. Januar 2022). Sie gehört zur Region Nouvelle-Aquitaine, zum Département Haute-Vienne, zum Arrondissement Bellac und zum Kanton Châteauponsac. Sie grenzt im Norden an Magnac-Laval, im Nordosten an Dompierre-les-Églises (Berührungspunkt), im Osten an Villefavard, im Südosten an Rancon, im Südwesten an Blanzac und im Westen an Saint-Ouen-sur-Gartempe.

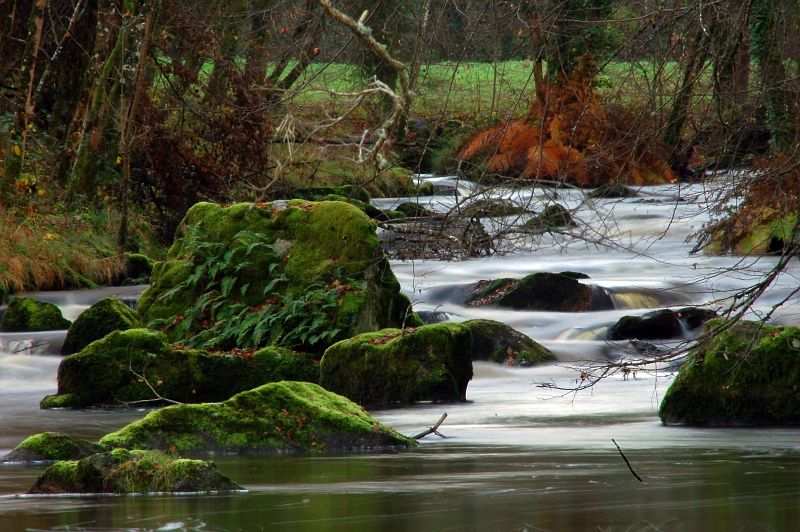
Die Semme bei Droux

Die Semme fließt in der Gemeindegemarkung von Droux als rechter Nebenfluss in die Gartempe.
Die Bewohner nennen sich Drouniers oder Drounières.

## Bevölkerungsentwicklung
| Jahr      | 1962 | 1968 | 1975 | 1982 | 1990 | 1999 | 2008 | 2018 |
| --------- | ---- | ---- | ---- | ---- | ---- | ---- | ---- | ---- |
| Einwohner | 728  | 684  | 577  | 512  | 493  | 425  | 418  | 346  |